# 將軍一號
將軍一號沉船遺址位於澎湖縣望安鄉將軍嶼附近， 由澎湖縣居民黃加進於1987年於潛水時發現。1995-1998年國立歷史博物館進行「將軍一號」沉船勘查工作，現今將軍一號採部分遺物現地保存，其他出水遺物則存放於澎湖生活博物館，有12件於澎湖生活博物館展出。今已列冊水下文化資產。

## 發現
1987年澎湖漁民黃加進在將軍嶼海域發現宋朝沉船，於水下發現許多陶片、瓷器，後通報國立歷史博物館，1995年由國立歷史博物館辦理「澎湖海域古沉船發掘研究計畫」，由於此目標物是在澎湖海域內將軍嶼附近所發現，故命名為「將軍一號」，後於1995至1998年陸續辦理「初勘」、「實勘」和「試掘」等3 個階段，展開發掘和水下考古作業。

## 保護
「將軍一號」是中華民國國第一個水下考古案例，該遺址分布範圍長25公尺，寬9公尺，船身（船頭）呈西北─東南向；船底木板平置於砂質海床，上有散落船貨，發掘面積為110平方公尺。
水下文化資產保存方式有「現地保存」、「發掘出水」或複合等三種方式，而「將軍一號」沉船遺址採複合式保存，即有部分船貨及船板留在現址，部分水下文化資產發掘出水，故保護的工作分為「水下遺址現地保護」、「出水遺物保存維護」:159。

## 發掘出水
黃加進先生於1987至1995年間共出水738件，後捐給澎湖縣政府文化局，放置於文化局庫房中；1995至1998年間由國立歷史博物館以水下考古方式出水284件，2021年文化部文化資產局協助做清點整飭，修正為317件，2009-2017年間中華民國文化部文化資產局水下考古隊出水12件，現存置於文化部文化資產局R08出水遺物典藏室。